# Intihuatana de Pomacochas
Intihuatana de Pomacochas es un complejo arqueológico inca situado en el departamento de Ayacucho (Perú). 
Está localizado en el distrito de Vischongo, provincia Vilcashuamán, a 3 126 metros sobre el nivel del mar. Ocupa un área de 3 000 m² cerca de la laguna de Pumacocha. El complejo está conformado por el torreón, el reloj solar o Intiwatana, los baños del inca, un palacio, y una piedra destinada a fines rituales. Es considerado una zona residencial y de descanso del Inca.